# Rýmáň
Rýmáň is een Tsjechische plaats in de gemeente Svárov in de regio Midden-Bohemen en maakt deel uit van het district Kladno.
Rýmáň telt slechts een paar vaste inwoners (2021).

## Geografie
Rýmáň bestaat anno 2024 uit een erf en twee nieuwere huizen.

## Geschiedenis
In Rýmáň is een schat uit de bronstijd gevonden, afkomstig van de Milavec-cultuur. Naast juwelen en munten bevatte de schat twee zwaarden.
In de middeleeuwen was Rýmáň een groter dorp, maar tijdens de 15e eeuw werd het dorp als gevolg van oorlog verlaten. De eerste schriftelijke vermelding van het dorp dateert echter van 1525, toen het samen met Svárov werd verkocht aan de eigenaar van het landgoed Červený Újezd. In de tweede helft van de 16e eeuw bouwde Jan Žďárský van Žďár een brouwerij in het dorp. Tegelijkertijd werden in drie boerderijen in gebruik genomen. Tijdens de Dertigjarige Oorlog raakten het dorp en het erf weer in verval. Aan het begin van de 18e eeuw werd een van de boerderijen gerestaureerd door graaf Breda.

## Verkeer en vervoer

### Autowegen
Er loopt een regionale weg door het dorp.

### Buslijnen
Er is één bushalte in het dorp:
| Halte         | Lijn | Route                 | Vervoerder                                    |
| ------------- | ---- | --------------------- | --------------------------------------------- |
| Svárov, Rýmaň | 307  | Kladno - Praag-Zličín | ČSAD MHD Kladno (i.o.v. Arriva Střední Čechy) |